# Esteban Chartrand
Pour les articles homonymes, voir Chartrand.
Esteban Chartrand, né le 11 octobre 1840 à Limonar (province de Matanzas) et décédé à Hoboken (New Jersey) le 26 janvier 1884, est un artiste peintre cubain, spécialiste de la peinture de paysages.

## Biographie

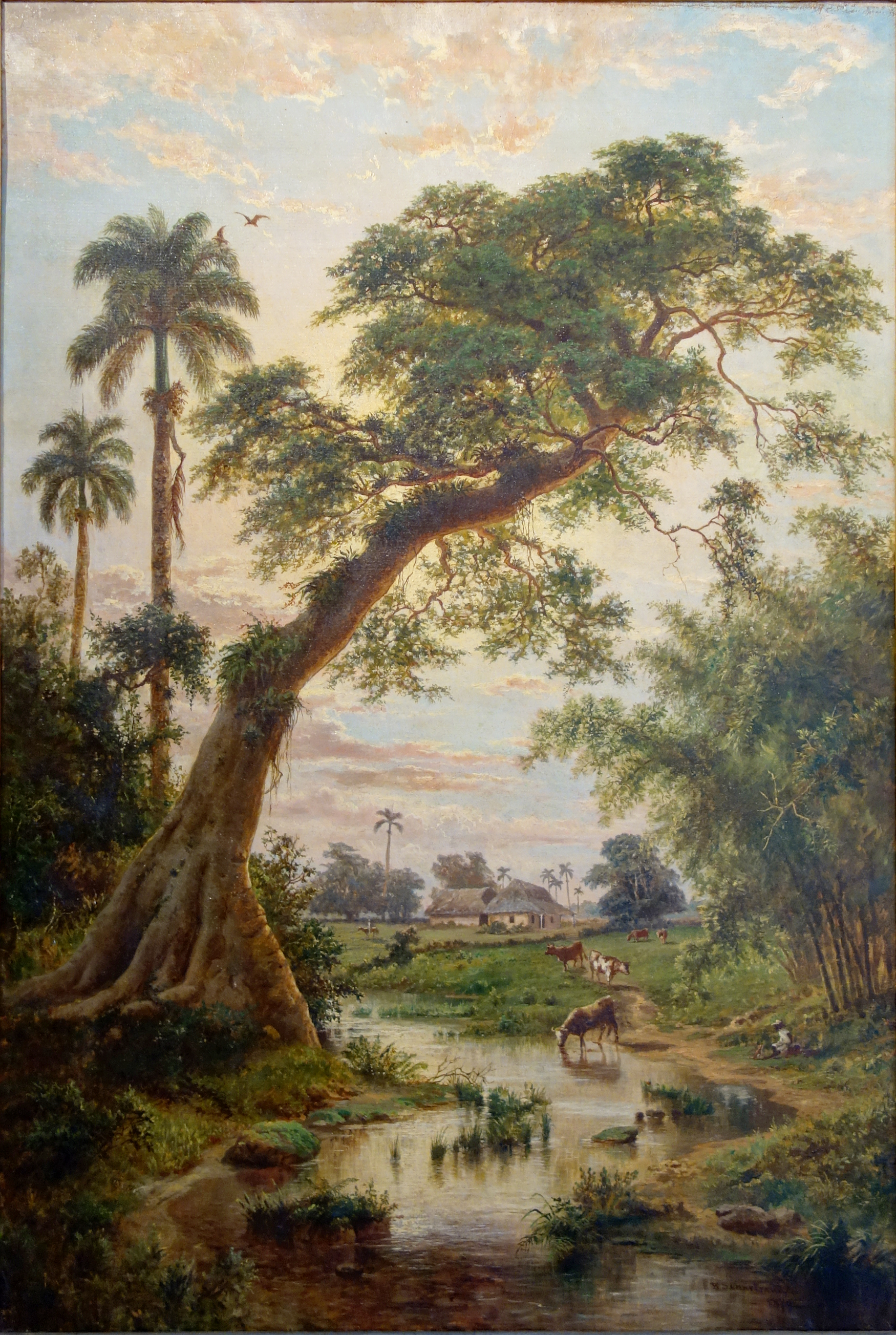
Paysage cubain, 1879

Encouragé par sa mère, Luisa Carlota Dubois, elle-même pianiste et portraitiste, Esteban Chartrand montre très tôt, comme ses frères Philippe et Auguste, des dispositions pour les arts. Issu d'une famille aisée de planteurs d'origine française, il effectue dès l'âge de 14 ans un voyage d'étude à Paris. Une dizaine d'années plus tard, en 1864, il est de nouveau à Paris où il est l'élève de Théodore Rousseau qui le forme à la peinture de paysages. De retour à Cuba l'année suivante, il rencontre rapidement le succès, expose dans sa province natale et à La Havane où il reçoit ses premières récompenses en 1866 et 1867. Dès 1870, il expose aux États-Unis, où sa famille possède aussi des intérêts.
Au début des années 1880, il s'installe à Hoboken, dans le New Jersey, pour y soigner sa tuberculose. Il en meurt peu de temps après, à l'âge de 43 ans.